# Cornuvia
Cornuvia is een monotypisch geslacht van slijmzwammen uit de familie Trichiidae. De typesoort is Cornuvia serpula. 